# Законопроект «О профилактике семейно-бытового насилия в Российской Федерации»
Законопрое́кт «О профила́ктике семе́йно-бытово́го наси́лия в Росси́йской Федера́ции» (неофициальные именования — «зако́н о дома́шнем наси́лии», «зако́н о семе́йном наси́лии», «зако́н о семе́йно-бытово́м наси́лии») — проект Федерального закона Российской Федерации.
Является предметом острой общественной полемики: сторонники принятия законопроекта считают нынешнюю редакцию слишком мягкой, в то время как противники рассматривают предусмотренные в нём меры как репрессивные и опасаются, что семейно-бытовым насилием можно будет признать «любое нормальное человеческое действие».
Текущий вариант законопроекта был опубликован на сайте Совета Федерации 29 ноября 2019 года. До 15 декабря 2019 года на него принимались отзывы, которых пришло около 11 тысяч. Согласно официальной формулировке, «регулирует отношения, возникающие в сфере профилактики семейно-бытового насилия в Российской Федерации».

## Основные сведения

### Предыстория
Законопроект вносили на рассмотрение в Государственную думу несколько лет подряд.
Ещё до внесения в Государственную думу его критиковали за антисемейную направленность; размытость формулировок и юридическую неопределённость; презумпцию виновности лица, в отношение которого поступил сигнал; широкие возможности, предоставляемые некоммерческим организациям для вмешательства в семейную жизнь; и многое другое. В частности, высказывались опасения, что запрет на «экономическое насилие» может фактически сделать незаконным «обычный детский домашний труд». Наконец, критике подвергалось утверждение разработчиков законопроекта о том, что семейное насилие «приобрело угрожающие масштабы», и та статистика, которую они используют. Критике подвергалась и сама концепция домашнего (семейного, семейно-бытового) насилия.
Официально внесён в Государственную думу Российской Федерации 28 сентября 2016 года как законопроект № 1 183 390−6 «О профилактике семейно-бытового насилия». Законопроект внесли депутат Государственной Думы С. Ш. Мурзабаева и член Совета Федерации А. В. Беляков.
Законопроект был отклонён по причине его нестыковки с уже существующим законодательством. Отдельные положения законопроекта противоречили Семейному Кодексу и Конституции Российской Федерации, а другие, по сути, дублировали уже существующее законодательство.
В указанной версии было представлено широкое толкование ключевого понятия: «Семейно-бытовое насилие может совершаться в форме физического, психологического, сексуального и экономического насилия».
Напряжённо готовиться к повторному внесению законопроекта в Государственную думу начали в 2019 году.

### Основные новации
Законопроект, прежде всего, определяет, что такое семейно-бытовое насилие.
Для защиты пострадавших от насилия вводятся защитные предписания, которые будут выносить органы внутренних дел. Поводом может послужить обращение не только пострадавшего, но и широкого круга лиц и организаций.
Защитное предписание может содержать запрет нарушителю совершать семейно-бытовое насилие, а также вступать в контакты с пострадавшим, общаться с ним (в том числе с использованием технических средств), выяснять его местонахождение.
Защитное предписание могут получить супруги, бывшие супруги и лица, имеющие общего ребёнка (или детей), а также близкие родственники. Лица, связанные свойство́м, могут получить его в случае совместного проживания и совместного ведения хозяйства.

### Профилактическое воздействие
Согласно законопроекту, предусмотрены следующие виды профилактического воздействия:
- правовое информирование[12],
- профилактическая беседа[12],
- профилактический учёт[12],
- профилактический контроль[12],
- помощь в социальной адаптации и реабилитации лиц, подвергшихся семейно-бытовому насилию[12],
- применение специализированных психологических программ[12],
- выдача защитного предписания или судебного защитного предписания[12].

Разные виды воздействия могут применяться одновременно.
Профилактика, по мнению члена Совета Федерации Инны Святенко, означает, что семья получит помощь. Её слова поясняет адвокат Давтян: под этим подразумевается предоставление социальных, психологических и юридических услуг, причём на протяжении длительного времени.

### Субъекты профилактики семейно-бытового насилия
Субъекты профилактики определены в статье 5 законопроекта.. Ими являются:
- органы внутренних дел[4][14][15];
- Министерство труда и социальной защиты Российской Федерации[14][15];
- иные федеральные органы в пределах их компетенции[4][14][15];
- органы прокуратуры Российской Федерации[4][14][15];
- Уполномоченный по правам человека в Российской Федерации[4][14][15];
- Уполномоченный при Президенте Российской Федерации по правам ребенка[15];
- органы государственной власти субъектов Российской Федерации[4][14][15];
- органы управления социальной защиты населения субъектов Российской Федерации[4][14][15];
- органы местного самоуправления[4][14][15];
- организации специализированного социального обслуживания в субъектах Российской Федерации[14][4] (кризисные центры и др.[4]);
- медицинские организации[4][14][15];
- общественные объединения[4] и иные НКО, работающие «в сфере профилактики семейно-бытового насилия»[4][15].

### Разработчики

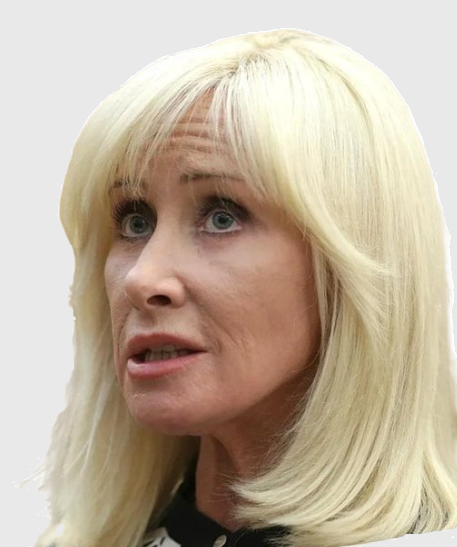
Оксана Пушкина

Подготовку нынешней версии вели три рабочие группы — в Совете Федерации, Государственной думе и президентском Совете по правам человека (прежнего состава). Рабочую группу Совета Федерации возглавила Галина Карелова. В думской рабочей группе были представлены депутаты Оксана Пушкина, Татьяна Касаева и Василина Кулиева, а также судьи Конституционного суда, представители Следственного комитета и привлечённые общественники. В число последних вошли адвокат Мари Давтян и Алёна Попова (создатель сети взаимопомощи для женщин #ТыНеОдна, или «Проект W»).
Авторство изначальной версии законопроекта приписывают, прежде всего, Оксане Пушкиной, адвокатам Мари Давтян и Алексею Паршину, активистке Алёне Поповой. Авторы изначального варианта критически восприняли текст, опубликованный Советом Федерации, в котором информации о создателях нет.

### Позиция разработчиков
По мнению Оксаны Пушкиной, закон о домашнем насилии необходим ввиду распространённости внутрисемейного насилия. Она полагает, что Уголовный Кодекс, который «защищает граждан от всех форм насилия», начинает «действовать после совершения преступления», и поэтому не позволяет решить проблему. Помимо того, уголовные дела «по факту избиения жены мужем» возбуждаются полицией неохотно, а пострадавшие женщины в подавляющем большинстве случаев не знают, «как проходить судебно-медицинскую экспертизу и куда вообще нужно обращаться за помощью».
Кроме того, утверждает Пушкина, у полиции «нет инструментов, чтобы защитить женщину от супруга-тирана», поэтому для защиты жертв семейного насилия вводятся такие меры, как защитное предписание, на срок действия которого «обидчику могут предложить покинуть квартиру, даже если он является собственником жилья».
Оксана Пушкина утверждает, что борьба с причинами домашнего насилия плодов не даст: 

Фактически, борясь с причинами насилия, насилие никогда не победить, потому что оно… оно невероятных размеров.
Авторы изначального варианта сочли слишком мягким обнародованный на сайте Совета Федерации текст законопроекта и подвергли его критике.

### Финансовое обеспечение законопроекта
В сопроводительных документах, представленных Государственной думе вместе с законопроектом, утверждается, что принятие и реализация закона не означает «дополнительных расходов федерального бюджета и не повлечёт изменения финансовых обязательств Российской Федерации и субъектов Российской Федерации».
По утверждению Оксаны Пушкиной, финансирование предусмотренных законопроектом мероприятий будет осуществляться в рамках выполнения закона «Об основах социального обслуживания граждан». Иными словами, эти мероприятия будут финансироваться за счет перераспределения уже выделенных средств.
Иначе думает другая сторонница законопроекта, Наталия Ходырева, представляющая «Правозащитный совет Санкт-Петербурга»:

Реализация закона потребует финансовых вложений (создание убежищ, обучение полицейских и судей, компенсации и реабилитация пострадавших).

## Политическая борьба

### Борьба за принятие законопроекта
Частью кампании в поддержку законопроекта был флешмоб, запущенный в интернете летом 2019 года. Участницы выложили в Instagram более 6000 фотографий с макияжем, которым на их телах были изображены последствия побоев и выведен хештег #ЯНеХотелаУмирать. Фотографии сопровождались личными историями участниц и призывами поддержать законопроект.
Текст такой: «Как гражданка/гражданин РФ требую срочно вынести на чтения и принять закон об основах профилактики домашнего насилия. Требую не допустить, как в случае с декриминализацией Побоев, чтобы государство опять встало на сторону домашних насильников».
Акция с хештегом #ЯНеХотелаУмирать, которая, по словам активистки Алёны Поповой, «набрала удивительные обороты», собрала более 30 упоминаний в СМИ, включая зарубежные, и вовлекла общество в дискуссию о необходимости закона.
Алёна Попова и сама не осталась в стороне, призывая в своём блоге на сайте радиостанции «Эхо Москвы» поддержать проект закона подачей — через сайты Думы, Совета Федерации и Администрации Президента — онлайновых обращений (см. врезку). О необходимости принять закон Алёна Попова говорила и с трибуны различных изданий.
Следует также упомянуть открытое письмо с требованием принять в России закон о домашнем насилии.

### Противодействие законопроекту
181 общественная организация подписала опубликованное в октябре 2019 года открытое письмо В. В. Путину, направленное против закона о «домашнем насилии».
23 ноября 2019 года Движение «Сорок сороков» провело в Сокольниках митинг протеста.
15 декабря 2019 года пикеты против законопроекта были выставлены в десятках российских городов. В географию пикетов вошли Армавир, Архангельск, Астрахань, Барнаул, Благовещенск, Бор, Брянск, Владивосток, Волгоград, Екатеринбург, Жигулёвск, Златоуст, Ижевск, Иркутск, Казань, Калининград, Калуга, Кемерово, Керчь, Киров, Красноярск, Куса, Липецк, Лобня, Мегион, Миасс, Мичуринск, Москва, Набережные Челны, Нижний Новгород, Нижний Тагил, Новосибирск, Новочеркасск, Омск, Первоуральск, Подольск, Ростов-на-Дону, Рязань, Самара, Санкт-Петербург, Саратов, Северодвинск, Семилуки, Сызрань, Таганрог, Тамбов, Тихорецк, Тольятти, Томск, Тула, Уфа, Хабаровск, Ханты-Мансийск, Чебоксары, Челябинск, Якутск, Ялта, Ярославль.
Противники законопроекта включили в свой арсенал и так называемые «молитвенные стояния „За семью“». В Москве одно из таких стояний прошло 21 декабря 2019 года на территории храма Воскресения Христова в Кадашах.
Организаторы сообщили журналистам, что аналогичные акции прошли в 45 городах России. Оценки числа участников акций разноречивы. В частности, согласно организаторам, стояние 21 декабря привлекло наибольшее число участников в Москве — около 3000 человек. Однако корреспонденты «Медузы» сообщают примерно о 500 участниках московской акции, а на вторую по численности акцию в Петербурге пришло, согласно «Медузе», не более 200 противников законопроекта.

## Сторонники и противники законопроекта

### Общественные организации
«Новая газета» сообщила, что открытое письмо с требованием принять в России закон о домашнем насилии подписало большое число «российских правозащитных организаций и благотворительных фондов».
Организации, подписавшие открытое письмо за принятие закона:
1. Кризисный центр для женщин «Анна», г. Москва
2. Межрегиональная благотворительная организация «Ночлежка»
3. Независимый благотворительный Центр помощи пережившим сексуальное насилие «Сестры», г. Москва
4. Международная правозащитная группа Агора
5. ИНГО. Кризисный центр для женщин, г. Санкт-Петербург
6. Проект Благотворительного фонда помощи осужденным и их семьям «Русь сидящая»
7. АНО «Женщины за развитие», г. Грозный
8. Комитет против пыток, Нижний Новгород
9. Общероссийская ассоциация женских общественных организаций «Консорциум женских неправительственных объединений»
10. Фонд «Общественный вердикт», г. Москва
11. Ресурсный центр «Развитие», г. Грозный
12. Региональная общественная благотворительная организация помощи беженцам и мигрантам «Гражданское содействие», г. Москва
13. Российское феминистское объединение «Она»
14. Общественная правозащитная организация «Солдатские матери», Санкт-Петербург
15. Сеть взаимопомощи женщин «Ты не одна»
16. Проект «Правовая помощь»
17. Кризисный Центр для женщин «Екатерина», г. Екатеринбург
18. Благотворительный фонд помощи социально-незащищенным гражданам «Нужна помощь», г. Москва
19. АНО помощи женщинам с детьми в трудной жизненной ситуации «Мать и Дитя», г. Санкт-Петербург.
20. Фонд помощи людям, живущим с ВИЧ «СПИД.ЦЕНТР», г. Москва
21. Феминистское сообщество «Голос женщин», г. Ростова-на-Дону
22. Общероссийское общественное движение «За права человека»
23. Фонд «Безопасный дом», г. Москва
24. АНО «Центр правовой помощи и просвещения», г. Москва
25. Ассоциация пациентов и специалистов, помогающих людям с ВИЧ, вирусными гепатитами и другими социально значимыми заболеваниями «Е. В. А»
26. Некоммерческая Организация «Журавлик» и антибуллинговая Программа Травли NET", г. Москва
27. Дальневосточное общественное движение «Маяк», г. Владивосток
28. Движение «Серебряная Роза», г. Санкт-Петербург
29. Благотворительный фонд профилактики социально значимых заболеваний «Астарта», г. Санкт-Петербург
30. Просветительский проект «Школа феминизма»
31. Движение «Психология за права человека»
32. Инициативная группа «Феминистки поясняют», г. Санкт-Петербург
33. АНО «Центр психологической помощи и социальной адаптации, поддержки добровольчества и профессионального развития специалистов помогающих профессий „Форсайт“», г. Санкт-Петербург
34. Благотворительный Фонд «Выход в Петербурге» (Центр «Антон тут рядом»), г. Санкт-Петербург
35. Проект «Юристы за равные права», г. Санкт-Петербург
36. Межрегиональное общественное движение «Российская ЛГБТ-сеть»
37. Правозащитный проект «Женщина. Тюрьма. Общество», г. Санкт-Петербург
38. Благотворительный фонд социально-правовой помощи «Сфера», г. Санкт-Петербург
39. «Рёбра Евы» — социально-художественный проект, посвященный борьбе с гендерной дискриминацией, г. Санкт-Петербург
40. Проект поддержки и помощи пережившим инцест или сексуальное насилие в детстве «Тебе поверят», г. Санкт-Петербург
41. ОРОО «Центр охраны здоровья и социальной защиты „СИБАЛЬТ“», г. Омск
42. Сообщество гендерных психологов и сексологов, г. Москва
43. Инициативная группа «Феминитив», г. Калининград
44. Благотворительный фонд «Гуманитарное действие», г. Санкт-Петербург
45. Ресурсный центр для ЛГБТ, г. Екатеринбург
46. Проект гражданского образования «Трава», г. Санкт-Петербург
47. Антидискриминационный проект «Живая Библиотека в Санкт-Петербурге»
48. Межрегиональная благотворительная общественная организация «Центр развития некоммерческих организаций», г. Санкт-Петербург
49. АНО «Центр психологической помощи сотрудникам благотворительных организаций „Вдох“», г. Санкт-Петербург
50. Феминистская инициатива «Гербера», г. Тюмень
51. Русскоязычный интерсекциональный проект «Пересечения»
52. Региональная Общественная Организация «Новгородский Гендерный Центр», г. Великий Новгород
53. Аутичная Инициатива за гражданские права
54. Региональный благотворительный общественный фонд борьбы со СПИДом «Шаги», г. Москва
55. Правозащитный ЛГБТ-кинофестиваль «Бок о Бок», г. Санкт-Петербург
56. Студенческое объединение «Высшая школа равноправия», г. Москва
57. Восьмая инициативная группа, г. Санкт-Петербург
58. Феминистская инициативная группа «Костер», г. Мурманск
59. Нарративное содружество «Край», г. Москва
60. Проект поддержки женщин в политике «Фемполитикс», г. Санкт-Петербург
61. Общественный образовательный проект «Теплица социальных технологий[вд]»
62. Информационно-аналитический центр «Сова», Москва
63. Общественный проект «Знание остановит гендерное насилие: поиск новых решений», г. Самара
64. Межрегиональная Общественная Организация Правозащитный Центр «Мемориал»
65. Некоммерческое партнерство Женский кризисный центр «Фатима», г. Казань
66. Центр помощи женщинам, пострадавшим от семейного насилия «Китеж», г. Москва
67. Проект помощи пострадавшим от абьюза «Ты сильнее Его», г. Москва
68. Региональная общественная организация инвалидов «Перспектива», г. Москва
69. Петербургский женский клуб, г. Санкт-Петербург
70. Инициативная группа «Либеральный феминизм в Уфе», г. Уфа
71. Онлайн-кампания против гендерного насилия «Видимо-невидимо»
72. Благотворительный фонд «Фонд Ройзмана», г. Екатеринбург
73. Правозащитный совет Санкт-Петербурга

Открытое письмо с противоположным требованием подписала 181 организация (с учётом региональных отделений). Среди них общероссийская общественная организация защиты семьи «Родительское Всероссийское Сопротивление» (РВС) и 51 её региональное отделение, общероссийская общественная организация в защиту семьи и традиционных семейных ценностей «АРКС» и 3 её региональных отделения, Движение «Сорок Сороков» и 32 его региональных отделения.
Противники законопроекта посчитали нужным указать, что его поддержал подписями (см. выше) целый ряд организаций, «отстаивающих интересы гомосексуалистов и лесбиянок („Российская ЛГБТ-сеть“, Ресурсный центр для ЛГБТ, Правозащитный ЛГБТ-кинофестиваль „Бок о Бок“), а также радикальных феминистских структур (Просветительский проект „Школа феминизма“, Инициативная группа „Феминистки поясняют“, Инициативная группа „Феминитив“, Феминистская инициативная группа „Костер“, Инициативная группа „Либеральный феминизм в Уфе“ и др.)».
Организации, подписавшие открытое письмо против законопроекта:
1. ОО Общественный уполномоченный по защите семьи (Санкт-Петербург)
2. МОО «За права семьи»
3. РОО «Иван Чай»
4. Общероссийская общественная организация защиты семьи «Родительское Всероссийское Сопротивление» (РВС)
5. Общероссийская общественная организация в защиту семьи и традиционных семейных ценностей «АРКС»
6. Всероссийское Общественное Движение Сорок Сороков
7. Проект CitizenGO Россия
8. Автономная некоммерческая организация «Клуб смешанных единоборств „Александр Невский“» (Санкт-Петербург)
9. Автономная некоммерческая организация «Культурно-спортивный клуб „БОГАТЫРСКАЯ ЗАСТАВА“» (г. Красноярск)
10. Автономная Некоммерческая Организация «Научно-Исследовательский Открытый институт „Славяноведения“» (Москва)
11. Автономная некоммерческая организация «Центр защиты семьи, материнства и детства „Умиление“» (г. Казань)
12. Автономная некоммерческая организация «Центр поддержки и развития семьи „Семейный очаг“» (г. Барнаул)
13. Автономная Некоммерческая Организация Патриотический Военно-Спортивный Клуб «ПЕРЕСВЕТ» (г. Курск)
14. Автономная некоммерческая организация по реализации социально-значимых программ многодетных семей и социально незащищенных категорий граждан «Много нас. Чехов» (г. Чехов)
15. Автономная некоммерческая организация Центр защиты семьи «Благовещение» (г. Новосибирск)
16. Автономно некоммерческая организация по реализации социально-значимых программ и проектов «Православная семья» (Москва)
17. Алтайская инициатива за бесплатное образование (г. Барнаул)
18. Алтайская краевая молодёжная общественная организация развития казачества «Казачья молодежь Алтайского края»
19. Алтайская краевая общественная организация «Общественный родительский комитет»
20. Алтайская краевая федерация «Универсального боя»
21. Алтайская общественная организация опекунов и детей-сирот и детей, оставшихся без попечения родителей, «Доброе сердце»
22. Алтайское краевое общественное движение защиты прав отцов и детей «Отцы Алтая»
23. Алтайское краевое общественное движение «Много деток — это хорошо»
24. Алтайское краевое отделение Общероссийского общественного движения «Всероссийский Женский Союз — Надежда России»
25. Алтайское краевое региональное отделение Общероссийской общественной организации защиты семьи «Родительское Всероссийское Сопротивление» (РВС)
26. Алтайское отделение Общероссийского общественного движения «Патриоты Великого Отечества»
27. Алтайское РО МОД в защиту прав родителей и детей «Межрегиональное родительское собрание»
28. Алтайское РО Общероссийской ОО «Ассоциация родительских комитетов и сообществ (АРКС)»
29. Аналитический Центр «Семейная Политика. РФ»
30. АНО «Колыбель-Шуя» (г. Шуя)
31. АНО «Межрегиональный правозащитный центр „Соотечественник“» (Новосибирская область)
32. АНО «Центр инновационного развития „ИнноПром“» (Санкт-Петербург)
33. АНО по работе с детьми болеющими аутизмом, алалией и ОВЗ «Лучики надежды» (г. Петропавловск-Камчатский)
34. Арзамасское региональное отделение всероссийского ОД Движения Сорок Сороков
35. Архангельское региональное отделение всероссийского ОД Движения Сорок Сороков
36. Архангельское региональное отделение Общероссийской общественной организации защиты семьи «Родительское Всероссийское Сопротивление» (РВС)
37. Ассоциация «Санкт-Петербургский городской родительский комитет»
38. Астраханское региональное отделение Общероссийской общественной организации защиты семьи «Родительское Всероссийское Сопротивление» (РВС)
39. Балашихинское региональное отделение всероссийского ОД Движения Сорок Сороков
40. Балтийский Особый Казачий Округ Союза Казаков-Воинов России и Зарубежья (г. Калининград)
41. Барнаульское казачье общество Алтайского отдельского казачьего общества Сибирского войскового казачьего общества
42. Барнаульское региональное отделение всероссийского ОД Движения Сорок Сороков
43. Башкортостанское региональное отделение Общероссийской общественной организации защиты семьи «Родительское Всероссийское Сопротивление» (РВС)
44. Белгородское региональное отделение Общероссийской общественной организации защиты семьи «Родительское Всероссийское Сопротивление» (РВС)
45. Бийское региональное отделение всероссийского ОД Движения Сорок Сороков
46. Благотворительный фонд защиты семьи, материнства и детства имени Святителя Николая Чудотворца (г. Светлоград)
47. Благотворительный фонд поддержки материнства «ЕВА» (г. Подольск)
48. Брачно-семейное агентство им. Свв. Петра и Февронии (г. Нижний Новгород)
49. Брянское региональное отделение Общероссийской общественной организации защиты семьи «Родительское Всероссийское Сопротивление» (РВС)
50. Бурятское региональное отделение всероссийского ОД Движения Сорок Сороков
51. БФ защиты семьи, материнства и детства «Сохраним жизнь» (г. Саранск)
52. Видеостудия клуба «Поиск» (г. Барнаул)
53. Владимирское региональное отделение всероссийского ОД Движения Сорок Сороков
54. Владимирское региональное отделение Общероссийской общественной организации защиты семьи «Родительское Всероссийское Сопротивление» (РВС)
55. Волгоградское региональное отделение Общероссийской общественной организации защиты семьи «Родительское Всероссийское Сопротивление» (РВС)
56. ВОО Сообщество многодетных семей России «МНОГО ДЕТОК — ХОРОШО!»
57. Воронежский общественный комитет в защиту семьи, детства и нравственности
58. Воронежское региональное отделение всероссийского ОД Движения Сорок Сороков
59. Воронежское региональное отделение Общероссийской общественной организации защиты семьи «Родительское Всероссийское Сопротивление» (РВС)
60. Дальневосточное региональное отделение всероссийского ОД Движения Сорок Сороков
61. Ейское региональное отделение всероссийского ОД Движения Сорок Сороков
62. Екатеринбургское региональное отделение всероссийского ОД Движения Сорок Сороков
63. Ивановское региональное отделение всероссийского ОД Движения Сорок Сороков
64. Иркутское региональное отделение Общероссийской общественной организации защиты семьи «Родительское Всероссийское Сопротивление» (РВС)
65. Калининградское региональное отделение Общероссийской общественной организации защиты семьи «Родительское Всероссийское Сопротивление» (РВС)
66. Калужское региональное отделение Общероссийской общественной организации защиты семьи «Родительское Всероссийское Сопротивление» (РВС)
67. Кемеровское региональное отделение Общероссийской общественной организации защиты семьи «Родительское Всероссийское Сопротивление» (РВС)
68. Кировское региональное отделение Общероссийской общественной организации защиты семьи «Родительское Всероссийское Сопротивление» (РВС)
69. Клуб православных многодетных семей города Бердска
70. Краснодарское региональное отделение всероссийского ОД Движения Сорок Сороков
71. Краснодарское региональное отделение Общероссийской общественной организации защиты семьи «Родительское Всероссийское Сопротивление» (РВС)
72. Красноярское региональное отделение всероссийского ОД Движения Сорок Сороков
73. Красноярское региональное отделение Общероссийской общественной организации защиты семьи «Родительское Всероссийское Сопротивление» (РВС)
74. Крымское региональное отделение всероссийского ОД Движения Сорок Сороков
75. Крымское региональное отделение Общероссийской общественной организации защиты семьи «Родительское Всероссийское Сопротивление» (РВС)
76. Курганское региональное отделение Общероссийской общественной организации защиты семьи «Родительское Всероссийское Сопротивление» (РВС)
77. Курское региональное отделение Общероссийской общественной организации защиты семьи «Родительское Всероссийское Сопротивление» (РВС)
78. Кусинское местное отделение Челябинской области Общероссийской общественной организации защиты семьи «Родительское Всероссийское Сопротивление» (РВС)
79. Липецкое региональное отделение Общероссийской общественной организации защиты семьи «Родительское Всероссийское Сопротивление» (РВС)
80. Межрегиональная общественная организация содействия реализации программ в области противодействия и борьбы с коррупцией «Национальный комитет общественного контроля»
81. Межрегиональное Общественное движение «Родительский комитет» СКФО
82. Межрегиональное Общественное Движение в поддержку православных образовательных и социальных инициатив «Пчелки»
83. Местная религиозная организация православный Приход в честь святых апостолов Петра и Павла с. Самсоново Рубцовской Епархии (Московский Патриархат)
84. Миасское местное отделение Челябинской области Общероссийской общественной организации защиты семьи «Родительское Всероссийское Сопротивление» (РВС)
85. МОД «Семья, любовь, Отечество»
86. Московский городской родительский комитет (МГРК)
87. Московский родительский клуб (МРК)
88. Московское областное региональное отделение Общероссийской общественной организации защиты семьи «Родительское Всероссийское Сопротивление» (РВС)
89. Московское региональное отделение Общероссийской общественной организации защиты семьи «Родительское Всероссийское Сопротивление» (РВС)
90. Музей «Веры и суеверий» (г. Вологда)
91. Мурманское региональное отделение Общероссийской общественной организации защиты семьи «Родительское Всероссийское Сопротивление» (РВС)
92. Муромское региональное отделение всероссийского ОД Движения Сорок Сороков
93. Некоммерческое партнерство содействия реализации общенациональной программы «В кругу семьи» (Москва)
94. Некоммерческое партнерство содействия развитию кино и театрального искусства «Синеокая страна» (Москва)
95. Нижегородское региональное отделение всероссийского ОД Движения Сорок Сороков
96. Нижегородское региональное отделение Общероссийской общественной организации защиты семьи «Родительское Всероссийское Сопротивление» (РВС)
97. Нижнетагильское местное отделение Свердловской области Общероссийской общественной организации защиты семьи «Родительское Всероссийское Сопротивление» (РВС)
98. Новгородское региональное отделение всероссийского ОД Движения Сорок Сороков
99. Новосибирский Координационный Совет в защиту общественной нравственности, культуры и традиционных семейных ценностей
100. Новосибирское региональное отделение Общероссийской общественной организации защиты семьи «Родительское Всероссийское Сопротивление» (РВС)
101. Новочеркасское местное отделение Ростовской области Общероссийской общественной организации защиты семьи «Родительское Всероссийское Сопротивление» (РВС)
102. НП «Объединение Православных экспертов»
103. НП «Родительский комитет»
104. Областной родительский комитет «Счастливое детство в родной семье» (Екатеринбург)
105. Общероссийское общественное объединение «ПАТРИОТЫ ВЕЛИКОГО ОТЕЧЕСТВА»
106. Общество православных врачей Алтайского края (Региональное отделение ОПВР им. свт. Луки Войно-Ясенецкого)
107. ОД «Объединенное Родительское собрание Юга России» (г. Анапа)
108. Одинцовское региональное отделение всероссийского ОД Движения Сорок Сороков
109. Омское региональное отделение Общероссийской общественной организации защиты семьи «Родительское Всероссийское Сопротивление» (РВС)
110. ООД «Родительский отпор» Воронеж
111. Оренбургское региональное отделение Общероссийской общественной организации защиты семьи «Родительское Всероссийское Сопротивление» (РВС)
112. Орловское региональное отделение всероссийского ОД Движения Сорок Сороков
113. Орловское региональное отделение Общероссийской общественной организации защиты семьи «Родительское Всероссийское Сопротивление» (РВС)
114. Отделение МОД в защиту прав родителей и детей «Межрегиональное родительское собрание» в городе Санкт-Петербурге
115. Пензенское региональное отделение всероссийского ОД Движения Сорок Сороков
116. Пермское региональное отделение всероссийского ОД Движения Сорок Сороков
117. Пермское региональное отделение Общероссийской общественной организации защиты семьи «Родительское Всероссийское Сопротивление» (РВС)
118. Подольская городская общественная организация многодетных семей «Справимся Вместе!»
119. Православная миссия по возрождению духовных ценностей Русского народа (Москва)
120. Православный молодёжный клуб Барнаульской общественной организации «Казачий центр духовно-нравственного развития детей и молодежи „Бастион“»
121. Православный спортивный клуб «Пересвет» (г. Пермь)
122. Приморское региональное отделение Общероссийской общественной организации защиты семьи «Родительское Всероссийское Сопротивление» (РВС)
123. Просветительский центр «Жизнь»
124. Псковское региональное отделение всероссийского ОД Движения Сорок Сороков
125. РГОО «Большая семья» (Ярославская область)
126. Региональная общественная организация Ханты-Мансийского автономного округа — Югры "Центр духовно-нравственного развития «Истоки»
127. Региональное отделение Общероссийской общественной организации в защиту семьи и традиционных семейных ценностей «АРКС» по Республике Башкортостан
128. Региональное отделение Общероссийской общественной организации в защиту семьи и традиционных семейных ценностей «АРКС» по Республике Татарстан
129. Региональное отделение республики Коми Общероссийской общественной организации защиты семьи «Родительское Всероссийское Сопротивление» (РВС)
130. Редакция газеты «Усмань православная» (г. Усмань)
131. РИА Катюша
132. РКП-КПСС (Воронежское отделение)
133. РОНО «Саратов „За жизнь“»
134. Ростовское региональное отделение Общероссийской общественной организации защиты семьи «Родительское Всероссийское Сопротивление» (РВС)
135. Рязанская региональная общественная организация «Комитет ветеранов Военно-морского флота»
136. Рязанское городское общественное движение в защиту прав родителей и детей «Родительское собрание»
137. Рязанское региональное отделение Общероссийской общественной организации защиты семьи «Родительское Всероссийское Сопротивление» (РВС)
138. Самарское региональное отделение всероссийского ОД Движения Сорок Сороков
139. Самарское региональное отделение Общероссийской общественной организации защиты семьи «Родительское Всероссийское Сопротивление» (РВС)
140. Санкт-Петербургская профессиональная ассоциация медицинских работников (Санкт-Петербург)
141. Санкт-Петербургская региональная общественная организация социальной защиты и поддержки ветеранов, инвалидов, членов семей военнослужащих ВВ МВД России «Кировцы».
142. Санкт-Петербургское региональное отделение всероссийского ОД Движения Сорок Сороков
143. Санкт-Петербургское региональное отделение Общероссийской общественной организации защиты семьи «Родительское Всероссийское Сопротивление» (РВС)
144. Саратовское региональное отделение Всероссийской общественной организации «Всероссийское общество охраны памятников истории и культуры» (СРО ВОО «ВООПИиК»)
145. Сахалинское региональное отделение всероссийского ОД Движения Сорок Сороков
146. Свердловское региональное отделение Общероссийской общественной организации защиты семьи «Родительское Всероссийское Сопротивление» (РВС)
147. Севастопольское региональное отделение Общероссийской общественной организации защиты семьи «Родительское Всероссийское Сопротивление» (РВС)
148. Сестричество Сорок Сороков
149. Симбирское региональное отделение всероссийского ОД Движения Сорок Сороков
150. Славянский фонд России (Москва)
151. Смоленское региональное отделение Общероссийской общественной организации защиты семьи «Родительское Всероссийское Сопротивление» (РВС)
152. Содружество «За други своя» (Санкт-Петербург)
153. Социальная общественная организация «Забота» (г. Выкса)
154. Сочинское региональное отделение всероссийского ОД Движения Сорок Сороков
155. Союз православных граждан
156. СРОО «Берегиня» (г. Севастополь)
157. Таганрогское местное отделение Ростовской области Общероссийской общественной организации защиты семьи «Родительское Всероссийское Сопротивление» (РВС)
158. Тамбовское региональное отделение Общероссийской общественной организации защиты семьи «Родительское Всероссийское Сопротивление» (РВС)
159. Татарстанское региональное отделение Общероссийской общественной организации защиты семьи «Родительское Всероссийское Сопротивление» (РВС)
160. Тверское региональное отделение всероссийского ОД Движения Сорок Сороков
161. Тверское региональное отделение Общероссийской общественной организации защиты семьи «Родительское Всероссийское Сопротивление» (РВС)
162. ТРОО «Центр защиты материнства „Покров“» (г. Тюмень)
163. Тульская региональная общественная организация «Ассоциация многодетных семей»
164. Тульское региональное отделение Общероссийской общественной организации защиты семьи «Родительское Всероссийское Сопротивление» (РВС)
165. Тюменский областной родительский комитет
166. Тюменское региональное отделение всероссийского ОД Движения Сорок Сороков
167. Удмуртское региональное отделение Общероссийской общественной организации защиты семьи «Родительское Всероссийское Сопротивление» (РВС)
168. УРОО «Совет молодых семей» (г. Ульяновск)
169. Уфимское региональное отделение всероссийского ОД Движения Сорок Сороков
170. Фонд «Священная Лига „Святого Георгия“» (Санкт-Петербург)
171. Фонд «Молодежная инициатива» (г. Омск)
172. Фонд имени Святого благоверного князя Андрея Боголюбского (Москва)
173. Фонд поддержки национальных традиций «Отчий дом» (г. Тюмень)
174. Фонд поддержки семей с детьми, инвалидами и детьми-инвалидами, а также других лиц, попавших в трудную жизненную ситуацию «7Я» (Московская область, г. Руза)
175. Фонд поддержки семьи и демографии во имя свв. Петра и Февронии
176. Фонд помощи многодетным семьям Камчатки «Родник» (г. Петропавловск-Камчатский)
177. Хабаровское региональное отделение Общероссийской общественной организации защиты семьи «Родительское Всероссийское Сопротивление» (РВС)
178. Центр Поддержки Семейного Образования (ЦПСО)
179. Челябинское региональное отделение всероссийского ОД Движения Сорок Сороков
180. Челябинское региональное отделение Общероссийской общественной организации защиты семьи «Родительское Всероссийское Сопротивление» (РВС)
181. Ярославское региональное отделение Общероссийской общественной организации защиты семьи «Родительское Всероссийское Сопротивление» (РВС)

Противоборствующие организации сторонников и противников законопроекта информационное агентство Regnum характеризует, соответственно, как «феминистские» и «родительские».

### Традиционные религии
Своё критическое отношение к законопроекту выразили представители всех традиционных религий страны. Патриарх Кирилл заявил, что в борьбе «с употреблением силы в разрешении семейных конфликтов» нельзя «допускать вторжения в семейное пространство чужих людей». Муфтий Москвы Ильдар Аляутдинов считает, что законопроект в его нынешнем виде направлен не столько на сохранение семьи, сколько на разрушение семейных устоев. Зиновий Коган, вице-президент Конгресса еврейских религиозных общин, утверждает, что законопроект разрушит семью, а для борьбы с насилием достаточно Уголовного кодекса.
Муфтий Москвы, помимо прочего, указал, что в Европе подобные законы позволяют лишать родительских прав за простое повышение голоса на ребёнка и употребляются для завладения собственностью супруга, а протоиерей Максим Обухов описывает зарубежный опыт как возможность наказывать «человека просто по заявлению, без доказательства вины».

### Депутаты Государственной думы
Ряд депутатов Государственной думы считает, что законопроект необходим, хотя и с поправками.
В частности, в начале декабря 2019 года СМИ сообщили о поправках в законопроект, которые подготовили депутаты Оксана Пушкина, Ольга Савастьянова, Ирина Роднина, Татьяна Касаева, Елена Вторыгина, адвокаты Мари Давтян, Алексей Паршин и активистка Алёна Попова.
Противники законопроекта среди депутатов также имеются. Законопроект считает опасным для семьи Сергей Миронов, возглавляющий партию «Справедливая Россия»: он рассматривает его как попытку внедрения ювенальной юстиции и заявляет, что думская фракция партии проголосует против законопроекта. Сергей Гаврилов рассматривает семью «как институт гражданского общества» и считает недопустимыми меры жёсткого контроля, которые, по его словам, могут повлиять на число вступающих в брак. Инга Юмашева, депутат от Башкортостана, входящая в «Единую Россию», заявила, «что законопроект подрывает духовно-нравственные устои и не должен быть принят ни в каком виде».

### Члены Совета Федерации
Принятие законопроекта поддерживает Валентина Матвиенко, которая утверждает, что большинство россиян выступает за его принятие, считает необходимым «выполнить этот запрос общества» и обещает максимально учесть «конструктивные с правовой точки зрения предложения». Инна Святенко также относится к его сторонникам.

### Президент
19 декабря 2019 года Путин в ходе ежегодной итоговой пресс-конференции впервые прокомментировал законопроект о домашнем насилии. Президент неодобрительно отозвался о применении физической силы в семейных конфликтах, однако указал, что можно пользоваться уже существующим законодательством, которое позволяет наказывать за подобные правонарушения. По его словам, необходимо спокойно обсудить, нужен ли новый закон, дать прогноз возможных последствий и лишь затем принять решение. Путин прокомментировал и данные опроса ВЦИОМа:

Я не очень понимаю, люди именно за этот закон или против насилия.
Противники закона восприняли слова президента как знак того, что «законопроекта о насилии над семьёй в России не будет, по крайней мере в ближайшее время», однако считают, что «основные битвы за семью ещё впереди», и признают весьма вероятным переход на «новую тактику», при которой лоббисты закона начнут «внедрять свои идеи по частям, через поправки к действующим законам».

### Иные органы и представители государственной власти
Положительное заключение на законопроект дала Генеральная прокуратура.
Министерство юстиции, которое в официальном ответе, направленном в Европейский суд по правам человека и подписанном заместителем министра юстиции Михаилом Гальпериным, заявило, что в России домашнее насилие не составляет «серьёзной проблемы», что его масштабы «достаточно преувеличены» и что России не требуется отдельный закон о домашнем насилии, в официальном письме родственникам жертв домашнего насилия, подписанном Андреем Фёдоровым, руководителем аппарата Михаила Гальперина, поддержало законопроект.
Татьяна Москалькова, Уполномоченный по правам человека в Российской Федерации, заявила, что законопроект о профилактике семейно-бытового насилия является ответом на запрос российского общества.
Анна Кузнецова, Уполномоченный при Президенте Российской Федерации по правам ребенка, сообщила, что «неоднократно, трижды только за последнее время» давала отрицательное заключение на документ, «потому что его нормы не соответствуют Конституции». Она заявила, что законопроект дублирует нормы других законов, и призвала подумать, нужен ли он вообще.
Резко отрицательно отозвался о законопроекте Рамзан Кадыров: 

И в России есть попытки принять закон о домашнем насилии. Этим самым разрушается институт семьи.

### Международные организации
Европейский суд по правам человека по итогам рассмотрения дела «Володина против России» пришёл к выводу, что «существующие в России правовые механизмы недостаточны для борьбы с домашним насилием, а власти не признают всей серьёзности проблемы и дискриминационного эффекта, который насилие оказывает на женщин». Суд отмечает, что «за исключением короткого периода в 2016—2017 гг. в российских законах не содержалось и не содержится определения домашнего насилия или схожего понятия как отдельного преступления или хотя бы отягчающего обстоятельства».
Об ухудшении ситуации с домашним насилием после декриминализации семейных побоев, способствовавшей ощущению безнаказанности у агрессоров, заявили правозащитники организации Human Rights Watch: по их данным, каждая пятая женщина в России сталкивается с насилием со стороны близких, при этом 60 — 70 % не обращаются за помощью.
Комитет ООН по ликвидации дискриминации в отношении женщин в решении по жалобе жительницы Чечни Шемы Тимаговой признал, что Россия нарушила право заявительницы на защиту от дискриминации и насилия, а также рекомендовал властям «криминализировать домашнее насилие, расследовать все жалобы и наказывать виновных, ввести судебные охранные ордера, которые налагают определённые ограничения на действия виновника».

## Критика
Противники утверждают, что законопроект неприемлем, поскольку «на профилактику реального насилия» он не направлен. В то же самое время, считают они, законопроект «создаёт механизм, позволяющий на расплывчатых и неопределённых основаниях вмешиваться в семейную жизнь граждан», по существу ограничивая их права.
Развёрнутую критику законопроекта представила кандидат юридических наук Анна Швабауэр: она считает, что он юридически несостоятелен, нарушает конституционные права граждан, игнорирует основы уголовного и административного права, не согласуется с принципами семейного права, является коррупционным и антисемейным. В итоге, как считает эксперт, он обострит социальные противоречия и приведёт к нестабильности в обществе.
Александра Машкова, российский координатор группы ультраконсервативных интернет-активистов CitizenGo, считает, что в законопроекте «подспудно объявляется источником угрозы семья как таковая», что не соответствует, по её словам, реальной статистике.
Ниже даются более подробные сведения по основным пунктам критики.

### Нарушение конституционных прав
Об этом говорится, в частности, в заявлении Патриаршей комиссии по вопросам семьи, защиты материнства и детства. Согласно заявлению, принятие законопроекта ограничит:
- право на неприкосновенность жизни, личную и семейную тайну (ст. 23 ч. 1 Конституции РФ);
- право на защиту информации о частной жизни граждан (и семей) (ст. 24 ч. 1 Конституции РФ);
- право на частную собственность и свободу пользования ею (ст. 35 Конституции РФ);
- право на жилище (ст. 40 ч. 1 Конституции РФ);
- право на конституционную презумпцию невиновности (ст. 49 ч. 1 Конституции РФ).

### Юридическая несостоятельность и нарушение законов логики
Статья 2. Основные понятия
Для целей настоящего Федерального закона используются следующие основные понятия:
семейно-бытовое насилие — умышленное деяние, причиняющее или содержащее угрозу причинения физического и (или) психического страдания и (или) имущественного вреда, не содержащее признаки административного правонарушения или уголовного преступления;
лица, подвергшиеся семейно-бытовому насилию – супруги, бывшие супруги, лица, имеющие общего ребенка (детей), близкие родственники, а также совместно проживающие и ведущие совместное хозяйство иные лица, связанные свойством, которым вследствие семейно-бытового насилия причинены физические и (или) психические страдания и (или) имущественный вред или в отношении которых есть основания полагать, что им вследствие семейно-бытового насилия могут быть причинены физические и (или) психические страдания и (или) имущественный вред…
Адвокат Матвей Цзен считает формулировки законопроекта юридически «недееспособными». О юридической несостоятельности и нарушении законов логики говорит уже упомянутая Анна Швабауэр. В частности, ключевое понятие, «семейно-бытового насилие», фактически определяется как «умышленное преступление, не содержащее признаков преступления».

#### Появление юридически тупиковых ситуаций
Некоторые житейские ситуации с точки зрения используемого определения насилия становятся тупиковыми, отмечает юрист Анна Швабауэр: 

Характерен случай из жизни, когда ребёнок просит маму спеть лиричную песню, от которой, как мама знает, он будет плакать.
В этом случае ребёнок будет страдать (подвергнется семейно-бытовому насилию) и если мама исполнит просьбу, и если откажет.

### Правовая неопределённость
Законопроект критикуют за правовую неопределённость. В частности, по мысли критиков, определение семейно-бытового насилия, приводимое в статье 2 документа, «позволяет объявить таковым практически любое действие любого лица, не являющееся преступлением и правонарушением», поскольку в нём используются понятия, не имеющие однозначного понимания в юридической науке и позволяющие крайне широкую интерпретацию.
Например, термин «угроза» в разных законодательных нормах толкуется неодинаково. С одной стороны, «угроза» совершить некое действие может выражаться и словами, и поступками (истолкование последних «уже предполагает субъективизм оценки»). С другой стороны, «угроза» совершения действия может означать «просто риск, вероятность его совершения» (и тогда оценка угрозы может оказаться чрезвычайно субъективной).
Не имеет однозначного понимания в юридической науке и правоприменительной практике и понятие «страдания», которое также присутствует в определении. Относительно чётко определено лишь понятие «физического страдания», которое связано с ощущением физической боли или дискомфорта, однако нет согласия в том, в какой мере они должны быть выражены, чтобы можно было говорить про «страдание».
Понятие «психического страдания», в отличие от физического, полностью лишено какой-либо чёткости. В специальной литературе приводятся самые разные определения. В итоге «психические страдания» могут толковаться и как любые негативные эмоциональные реакции, и как долговременные или тяжкие реакции такого рода.
В условиях существующей неопределённости понятие «семейно-бытового насилия» может толковаться столь широко, что им окажется совершенно любое «умышленное» действие, такое как «принуждение ребёнка делать уроки», критика одним супругом другого и прочее.
Формулировки законопроекта «есть основания полагать» и «могут быть причинены… страдания» являются крайне неопределёнными: в первом случае не указан характер и объём «оснований», во втором — создаётся возможность «для абсолютно произвольного применения»: «и физические, и психические страдания могут быть, разумеется, причинены кому угодно».

### Появление новых возможностей для коррупции
Критики законопроекта усматривают в нём благоприятные возможности для коррупции — так называемые «коррупциогенные факторы» (точное содержание понятия раскрывает Федеральный закон «Об антикоррупционной экспертизе нормативных правовых актов и проектов нормативных правовых актов»). К их числу относятся:
- широкие дискреционные полномочия должностных лиц;
- определение компетенции по формуле «вправе»;
- выборочное изменение объёма прав — возможность необоснованно устанавливать исключения;
- юридико-лингвистическая неопределенность.

В частности, по мнению критиков, юридико-лингвистическая неопределенность (употребление неустоявшихся и двусмысленных терминов, а также оценочных суждений) присуща «использованию таких терминов, как „угроза“, „страдание“, „основания полагать“» и др..
Комментируя возможные последствия, журналист Егор Холмогоров предположил, что закон позволит «запугивать мужчин — что они не смогут войти в собственную квартиру, увидеть собственных детей». Как итог, «коррупционная ёмкость рынка» окажется столь высока, что позволит реанимировать почти мёртвый «институт участковых», который в скором времени «расцветёт не для охраны правопорядка, а в качестве легального средства рэкета».

### Грубое вторжение в жизнь семьи
Законопроект критикуют за то, что он открывает дорогу необоснованному вмешательству в семейную жизнь. Этот пункт критики является одним из важнейших.
По этой причине своё критическое отношение к законопроекту выразили представители всех традиционных религий страны.
В частности, патриарх Кирилл во время проповеди в Успенском соборе назвал попытки внешнего вмешательства в семейную жизнь опасными: 

Борясь с употреблением силы в разрешении семейных конфликтов, мы не должны допускать вторжения в семейное пространство чужих людей.
Представители ислама также выразили отрицательное отношение к законопроекту. В частности, муфтий Москвы Ильдар Аляутдинов от лица всего мусульманского сообщества выразил тревогу. Хотя мусульманское сообщество, по его словам, выступает «против какого-либо насилия, тем более домашнего, семейного», законопроект в его нынешнем виде направлен не столько на сохранение семьи, сколько на разрушение семейных устоев. По его словам, внедрение подобных законов в Европе показало, что «некоторые ситуации доходят до абсурда»: родителей могут лишить родительских прав «за элементарное повышение голоса на детей».
Зиновий Коган, вице-президент Конгресса еврейских религиозных общин утверждает, что законопроект разрушит семью: 

Надо думать о детях. Они быстро прощают родителей и хотят, чтобы они были вместе. Для наказания есть Уголовный кодекс. И хватит.
Законопроект считают опасным для семьи не одни лишь религиозные лидеры. Их поддержали отдельные представители законодательной власти. В частности, Сергей Миронов, возглавляющий партию «Справедливая Россия», рассматривает законопроект как попытку внедрения ювенальной юстиции. Он заявил, что думская фракция партии проголосует против законопроекта. Сергей Гаврилов, руководитель одного из комитетов Государственной думы, считает недопустимым разрушать «семью как институт гражданского общества» внедряемыми мерами. Он выразил мнение, что меры жёсткого контроля могут повлиять на число вступающих в брак.
О несоответствии законопроекта принципам семейного права и его антисемейной направленности говорит юрист Анна Швабауэр.
Сёрьезные опасения в связи угрозой некомпетентного вмешательства представителей государства или НКО в семейную жизнь выразил Андрей Кормухин, лидер движения «Сорок сороков» и многодетный отец.
Крайне широкие возможности вмешательства в жизнь семьи, предоставленные НКО, при отсутствии реальной ответственности последних, стали предметом острой критики со стороны Александры Машковой: 

…какие-то неизвестные нам люди смогут делать с нашими семьями что угодно и не отвечать ни за что! Кстати, в этом законе только НКО обладают правом заниматься примирением сторон. Ведь тому, кого объявят «нарушителем», может быть запрещено общаться с родными. Только НКО решают, можно ли семье существовать дальше или нет.

### Ограничение прав семейных лиц
Предлагаемые законодательные новшества нередко описывают как ограничение прав семейных лиц. В частности, в заявлении Патриаршей комиссии по вопросам семьи, защиты материнства и детства утверждается, что принятие законопроекта будет означать «умаление» прав и свобод семейных лиц в сравнении с несемейными.
Александра Машкова заявляет, что законом создаётся «параллельное право»: для несемейных лиц «действуют суды, следствие, презумпция невиновности», которые упраздняются для семейных лиц.

#### Отказ от презумпции невиновности
Законопроект критикуют за фактический отказ от презумпции невиновности в отношениях между членами одной семьи.
Иными словами, критики считают, что система профилактических мероприятий фактически строится на противоположной презумпции
виновности лица, объявленного нарушителем. Законопроект, указывают они, «не предусматривает ни одной нормы, направленной на защиту обвинённого в „семейно-бытовом насилии“ лица от ложного обвинения», и добавляют, что ложность обвинения на практике доказать
будет невозможно в силу того, что «„семейно-бытовым насилием“ можно будет считать неопределенный и, фактически, потенциально неограниченный круг действий».

### Возможность захвата собственности
Комментируя закон, муфтий Москвы Ильдар Аляутдинов ссылается на опыт Европы, где «подобные законы порой используются в корыстных целях», когда «один из супругов обвиняет другого в насилии с целью присвоить себе совместно нажитое имущество».
С ним согласны и некоторые специалисты. В частности, адвокат Матвей Цзен утверждает, что нынешняя версия законопроекта поможет квартирным рейдерам выселять людей из собственного жилья, а юрист Анна Швабауэр характеризует закон как «простой механизм завладения чужой собственностью».

### Возможность зарабатывать на профилактике семейно-бытового насилия
Анна Швабауэр отмечает, что НКО, согласно законопроекту, могут зарабатывать на специализированных психологических программах. Тем самым у них возникает стимул выявлять как можно большее число лиц, совершивших семейно-бытовое насилие. Помимо того, право на ведение психологических программ получают индивидуальные предприниматели, что, по мнению критика, «приведёт к формированию бизнеса на вмешательстве» в семейные дела, поскольку цель предпринимательства — «максимизация прибыли, в том числе через увеличение клиентской базы».

### Методы продвижения законопроекта
Предметом критики являются и методы продвижения законопроекта в СМИ и соцсетях: его противники утверждают, что оно базируется на эмоциональном воздействии на аудиторию, в том числе «на страшных историях — убийствах, увечьях, побоях». Однако наиважнейший элемент кампании продвижения, по мнению противников законопроекта, — ложная статистика семейных преступлений: с различных трибун, вплоть до самых высоких, обществу сообщают о 14 тысячах женщин, ежегодно погибающих в России от рук своих мужей.

## Критика (сторонники)
Вариант, обнародованный на сайте Совета Федерации, оставил недовольными и сторонников принятия закона о домашнем насилии: они считают его слишком мягким. Депутат Думы Оксана Пушкина, адвокаты Мари Давтян и Алексей Паршин, активистка Алёна Попова (авторы изначального варианта) критически восприняли нынешнюю версию.
Алёна Попова настаивает на прежнем, «идеальном варианте», который серьёзно отличается от размещённого на сайте Совета Федерации. Адвокат Давтян заявила, что финальный вариант законопроекта не был согласован с его разработчиками и стал «результатом заигрываний Совета Федерации с разного рода радикальными консервативными группами». Вообще, команда разработчиков закона считает текст, опубликованный на сайте Совета Федерации, компромиссным вариантом, написанным, чтобы успокоить противников закона.
Алёна Попова считает нужным прописать в законопроекте все виды семейного насилия: физическое, психологическое, экономическое и сексуальное. Её критику вызвали, кроме того, следующие обстоятельства:
- из-под действия закона выведены побои (которые относятся к административным нарушениям);
- партнёры, официально не состоящие в браке, не смогут получить защиты;
- защитные предписания нельзя выносить без согласия жертвы или её представителя.

Далее Алёне Поповой представляется недопустимой предусмотренная законопроектом возможность примирения сторон: она считает, что «содействовать примирению» означает попытку переложить вину за конфликты на жертв насилия. По её мнению, категорически неприемлемо и другое: 

Не дай бог там [в тексте закона] останется цель сохранения семьи!

## Статистика семейно-бытового насилия в России
Согласно данным Росстата за 2019 год, по преступлениям, совершённых в отношении члена семьи, являются потерпевшими 69,7 % женщин и 30,3 % мужчин.
Вообще, жертвами большинства преступлений небольшой и средней тяжести, совершённых в сфере семейно-бытовых отношений, являются женщины, однако среди жертв тяжких и особо тяжких преступлений, совершённых в этой же сфере, существенно преобладают мужчины. В частности, большинство жертв убийств в семейно-бытовых отношениях составляют мужчины (см. таблицу).
В ходе обсуждения законопроекта неоднократно мелькали сообщения о том, что ежегодно в России от рук своих мужей (вариант: от рук любовников, мужей и сожителей) гибнет 14 000 женщин.
Противники законопроекта эту цифру именуют «беспрецедентной ложью». Не столь жёстко выразился Валерий Фадеев, глава Совета по правам человека при Президенте:

Теоретически борьба с домашним насилием — это правильно. Но когда я иногда слышу в СМИ от сторонников этого закона, что мужья убивают в семье 14 тысяч женщин, а оказывается, что 14 тысяч — это больше, чем общее число убийств в России, я начинаю сомневаться в правдивости этих аргументов.

## Возможные альтернативы
Если говорить о насилии в целом, то, согласно выводам, полученным в исследовании Института проблем правоприменения Европейского университета в Санкт-Петербурге, главными направлениями противодействия насильственным преступлениям должны стать борьба с бедностью, снижение показателей алкоголизма и безработицы и улучшение жилищных условий.
Для борьбы конкретно с семейно-бытовым насилием в качестве альтернативы нынешнему законопроекту предлагаются, среди прочего, следующие меры:
- надлежащее соблюдение уже существующего законодательства[77];
- профилактика алкоголизма и наркомании как первопричин семейного насилия[78];
- профилактика явления за счет введения в штат полиции, в дополнение к участковым инспекторам, семейных психологов[79];
- увеличение числа кризисных центров для жертв семейного насилия[79];
- борьба с безработицей.

В частности, Андрей Кормухин, известный своей критикой законопроекта, утверждает, что свыше «80 процентов преступлений в семейно-бытовой ситуации совершаются в состоянии алкогольного или наркотического опьянения» и предлагает заняться первопричинами явления — в частности, вернуть принудительное лечение алкоголизма и наркозависимости, а также психических заболеваний.

## Комментарии
1. ↑  Расчётная величина: 601 = 1049 - 448.
2. ↑  Расчётная величина: 570 = 1017 - 447.